# Sám se sebou
Sám se sebou je studiové album českého skladatele Michala Hrůzy, které vyšlo v květnu 2017. Obsahuje deset skladeb, přičemž tři z nich jsou písně složené k filmům Padesátka, Pohádky pro Emu a Špunti na vodě. Po duetech s Lenkou Dusilovu, Anetou Langerovou, Katkou Knechtovou a Klárou Vytiskovou byla oslovena také Olga Königová z kapely Ille, se kterou byla nazpívána píseň „Na rozcestí“. Kmotrem alba je herec Jiří Dvořák, který byl také spoluautorem textu písně „První a poslední“.
„Sám se sebou je stav, který je dobré někdy zažít. Často jsme v kolotoči, že kolikrát ani nevíme, co je správně a co ne. Toto album je o tom, co člověk může prožívat, když je sám se sebou a má čas věci promyslet a vycítit“ řekl o albu Hrůza.
Album vyšlo 20. října 2017 i na LP.

## Seznam skladeb
1. Polárka
2. Na rozcestí
3. Pro Emu
4. Sám se sebou
5. Padesátka
6. Muzikoterapie
7. Optimista
8. Sázava
9. První a poslední
10. Polárník